# Павлюк Дмитро Іванович
Дмитро́ Іва́нович Павлю́к (нар. 7 вересня 1972, с. Снячів, Чернівецька область) — український співак (бас). Заслужений артист України (2018). Лавреат всеукраїнських та міжнародних конкурсів.

## Життєпис
Дмитро Павлюк народився 7 вересня 1972 року в селі Снячеві (нині Великокучурівська громада, Чернівецький район, Чернівецька область, Україна).
Закінчив Чернівецьке державне училище мистецтв і культури імені Сидора Воробкевича, 2000-го — Одеську консерваторію (клас Галини Поливанової, Василя Навротського).
З 1995 року він є солістом Одеського національного академічного театру опери та балету. Окрім виступів в Україні, він гастролював у багатьох країнах, таких як Німеччина, Іспанія, Велика Британія, США, Італія, Данія та Нідерланди.

## Оперні партії
- Лепорелло — «Дон Жуан» В. А. Моцарта
- Бартоло та Базіліо — «Севільський цирульник» Дж. Россіні
- Раймонда — «Лючія ді Ламмермур» Г. Доніцетті
- Дулькамара — «Любовний напій» Г. Доніцетті
- Цуніга — «Кармен» Ж. Бізе
- Феррандо — «Трубадур» Дж. Верді
- Спарафучіле та Монтероне — «Ріголетто» Дж. Верді
- Захарій — «Набукко» Дж. Верді
- Філіп — «Дон Карлос» Дж. Верді
- Рамфіс, Фараон — «Аїда» Дж. Верді
- Лікар Гренвіль та маркіз д'Обіньї — «Травіата» Дж. Верді
- Коллен — «Богема» Дж. Пуччіні
- Анжелотті та Ключар — «Тоска» Дж. Пуччіні
- Тимур — «Турандот» Дж. Пуччіні
- Карась — «Запорожець за Дунаєм» С. Гулака-Артемовського
- Батько — «Катерина» М. Аркаса
- Тоніо — «Паяци» Р. Леонкавалло
- Батько — «Катерина» О. Родіна
- Нурабад — «Шукачі перлів» Ж. Бізе
- Партія баса — «Реквієм» В. А. Моцарта
- Партія баса — «Реквієм» Дж. Верді
- Партія баса — «Коронаційна меса» В. А. Моцарта
- Партія баса — «Симфонія № 9» Л. Бетховена

## Нагороди
- Заслужений артист України (9 листопада 2018) — за значний особистий внесок у розвиток національної культури і мистецтва, вагомі творчі здобутки та високу професійну майстерність[1].